# Взрыв в Тибэйне
Взрыв в Тибэйне (англ. Teebane bombing, ирл. Buamáil an Taoibh Bháin), также известный как Резня в Тибэйне (англ. Teebane massacre) — террористический акт, совершённый 17 января 1992 на перекрёстке Тибэйн между городами Ома и Кукстаун в графстве Тирон (Северная Ирландия). На воздух взлетел грузовой автомобиль с 14 рабочими, которые занимались ремонтом британской военной базы в городе Ома. Погибли 8 человек, 6 были ранены. Ответственность на себя взяла Ирландская республиканская армия (а именно её «временное» крыло), которая заявила, что рабочие «сотрудничали с оккупационными силами».
Все погибшие были протестантами по вероисповеданию: протестантская община расценила теракт как попытку нападения и разжигания очередной межрелигиозной стычки. Актом мести 5 февраля 1992 стала резня в букмекерской конторе Шона Грэма, находившейся в католическом районе Белфаста.

## Предыстория
С августа 1985 года Ирландская республиканская армия, которая вела борьбу за объединение Северной Ирландии с Республикой Ирландия, начала организовывать нападения не только на военнослужащих Британской армии и Королевской полиции Ольстера, но и на гражданских, оказывавших помощь вооружённым силам и спецслужбам Великобритании, особенно тем, кто отстраивал военные базы. Первой жертвой ирландского террора стал католик, который продавал сборно-разборочные конструкции Королевской полиции Ольстера и в итоге был застрелен боевиками ИРА. В октябре 1990 года в Северной Ирландии прогремели три взрыва: три человека, которых ИРА подозревали в сотрудничестве с британскими вооружёнными силами, были насильно запиханы в заминированные автомобили и вынуждены были ехать к контрольно-пропускным пунктам британских войск (семьи их были взяты в заложники). В результате двух таких взрывов погибли шесть солдат и один из водителей, а третья и главная бомба, которую необходимо было взорвать на базе Лизанелли в Ома, всё же не взорвалась. Ирландцы в январе уже пытались взорвать бомбу на Лизанелли, но та только разрушила заграждения вокруг базы, не нанеся никакого ущерба даже казармам.
Всего с августа 1985 по январь 1992 года ирландцами было убито в общей сложности 23 человека, которых подозревали в национальном предательстве и сотрудничестве с британскими вооружёнными силами и службами безопасности. По мнению ИРА, многие из этих людей ещё и поддерживали лоялистские вооружённые формирования.

## Взрыв
Вечером 17 января 1992 14 рабочих покинули военную базу Лизанелли, расположенную в городе Ома. Они работали в компании Karl Construction, главный офис которой располагался в графстве Антрим. Они ехали в восточном направлении на автомобиле Ford Transit в сторону Кукстауна. Когда автомобиль добрался до перекрёстка Тибэйн, после 17:00 несколько добровольцев ИРА установили самодельное взрывное устройство: два пластиковых контейнера со взрывчаткой мощностью в 270 кг (по другим данным — 680 кг) в тротиловом эквиваленте.
Взрыв прогремел с такой мощностью, что его можно было услышать в радиусе не менее 10 миль от эпицентра. Ударная волна пробила бок автомобиля. Верхнюю половину автомобиля разорвало в буквальном смысле и разбросало на 30 ярдов от места взрыва. Тела погибших также разлетелись на куски — останки некоторых удалось найти в соседнем поле и канаве. Подрыв бомбы был произведён боевиками ИРА на расстоянии 100 ярдов от места взрыва: огневой импульс передался по специальному шнуру
Семь человек погибло на месте: Уильям Гэри Бликс (25 лет), Сесил Джеймс Колдуэлл (37 лет), Роберт Дансит (25 лет), Дэвид Харкнесс (23 года), Джон Ричард Макконнелл (38 лет), Найджел Макки (22 года) и Роберт Айронс (61 год). Водитель фургона, Освальд Гилкрист (44 года), был госпитализирован и умер от ранений через четыре дня. Дансит был военнослужащим Королевских ирландских рейнджеров. Шестеро выживших были очень тяжело ранены. Теракт стал крупнейшим на тот момент в Северной Ирландии по числу жертв с 1988 года.
Восточно-Тиронская бригада ИРА взяла на себя ответственность за случившееся, объяснив это тем, что жертвы сотрудничали с оккупантами, отстраивавшими казармы на базе Лизанелли, и пригрозила продолжить атаки на предателей Ирландии. В заявлении говорилось:

ИРА снова повторяет свой давний призыв к тем, кто продолжает предоставлять услуги или материалы для оккупационных сил — немедленно прекратите это. С 1985 года ИРА утвердила политику проведения военных операций, направленных на борьбу против циничного использования Британией гражданских лиц для обслуживания и ремонта баз и зданий армии Британской короны... С нашей стороны, мы, ИРА, не будем терпеть ситуацию, в которой военнослужащие не занимаются оказанием услуг и проведением работ по техническому обслуживанию, а разворачивают свои силы там, где могут проводить репрессии в адрес нашего сообщества.
Оригинальный текст (англ.)The IRA reiterates its long-standing call to those who continue to provide services or materials to the forces of occupation to desist immediately. Since 1985 the IRA has adopted a policy of taking military action aimed at ending Britain's cynical use of non-military personnel for the servicing and maintenance of British Crown Forces' bases and installations … for our part, we in the IRA will not tolerate a situation where military personnel are freed from essential services and maintenance tasks and then deployed where they can carry out wholesale repression within our community.

## Последствия
Теракт осудили ирландские политики-унионисты и националисты. Однако Джерри Адамс, лидер Шинн Фейн, напомнил о том, что взрыв стал последствием провала британской политики в Ирландии и указал на настоятельную необходимость для создания широкого диалога, который может создать настоящий процесс мирного урегулирования. Премьер-министр Джон Мейджор, не вняв предложениям Адамса, посетил Северную Ирландию через несколько дней и пообещал усилить контингент британских войск, заявив, что ИРА не изменит государственную политику Великобритании. Брендан О'Брайан в книге «Долгая война» (англ. The Long War) писал:

В условиях военной стратегии ИРА взрыв в Тибэйне стал «успехом». Он прогремел со смертельной свирепостью и эффектом и мог бы стать крайне страшным для всех, кто рассматривал предложения о работе на разрушенных зданиях Королевской полиции Ольстера и Британской армии [...] Эта бомба стала также предупреждением для военизированных группировок лоялистов, которые продолжили убийства в Тироне.
Оригинальный текст (англ.)In terms of IRA military strategy, the Teebane bomb was a 'success'. It struck with deadly ferocity and effect and would have been extremely intimidating to others contemplating taking jobs on bombed-out RUC and British Army buildings […] this bomb also served as a warning to loyalist paramilitaries who had carried out a succession of killings in Tyrone.

Не прошло и трёх недель, как Ассоциация обороны Ольстера занялась проведением акта возмездия. 5 февраля 1992 в 14:00 двое людей (один с автоматом и один с револьвером) ворвались в букмекерскую контору Шона Грэма в Белфасте на Ормо-Роуд: та располагалась в католическом квартале, и в ней всегда было много посетителей. Нападавшие обстреляли посетителей, убив пять человек (все католики), запрыгнули в ближайший автомобиль и скрылись. Ответственность на себя взяла группировка «Борцы за свободу Ольстера» (имя для прикрытия Ассоциации обороны Ольстера), которая закончила своё заявление словами «Помните Тибэйн». Двоюродный брат одного из убитых в Тибэйне вскоре посетил контору и заявил буквально следующее:

Просто не знаю, что сказать, но знаю одно — это лучшее, что происходило с «временщиками» [Временная ИРА] здесь за все времена. Это лучшая кампания для призыва, какую они могли себе пожелать.
Оригинальный текст (англ.)I just don't know what to say but I know one thing – this is the best thing that's happened for the Provos [Provisional IRA] in this area in years. This is the best recruitment campaign they could wish for..

Команда исторических расследований провела своё расследование взрыва и отправила отчёт семьям погибшим. Выяснилось, что ИРА хотели совершить теракт ещё утром 17 января, когда рабочие ехали на базу, но из-за тумана атаку пришлось отложить до середины дня. Хотя уже появились первые подозрения и перед атакой были несколько человек арестованы, никому обвинения в совершении теракта не предъявлялись. Выживший Бобби О'Нил рассказывал полиции, что когда он лежал на земле и истекал кровью, он видел на месте взрыва бородатого человека, который ходил около разрушенного автомобиля, не показывая эмоций, просто глядя молча на убитых и раненых и даже не призывая о помощи. О'Нил утверждал, что это был один из исполнителей, и через месяц в полиции составили фоторобот террориста. Однако его так никто и не расклеил: его отправили только в подразделения полиции Ольстера.
Компания Karl Construction установила гранитный памятник на месте взрыва, где проводятся поминальные службы каждый год. В январе 2012 года, к 20-летию со дня теракта, Демократическая унионистская партия во главе с членом Ассамблеи Северной Ирландии Тревором Кларком, чей родственник Найджел Макки погиб в результате теракта, потребовала от республиканской партии предоставить имена исполнителей теракта.